# Loch Portain (Schiff)
Die Loch Portain ist eine Doppelendfähre der Reederei CalMac Ferries. Das Schiff gehört Caledonian Maritime Assets in Port Glasgow, die es auch bereedern. Eingesetzt wird es von CalMac Ferries im Fährverkehr zwischen den Inseln Lewis and Harris und Berneray.

## Geschichte
Das Schiff wurde auf der Werft McTay Marine in Bromborough gebaut. Der Rumpf wurde von der polnischen Werft Stocznia Feniks in Danzig unter der Baunummer Y9274824 zugeliefert. Die Kiellegung des Schiffes fand am 26. August 2002, der Stapellauf am 24. März 2003 statt. Die Fertigstellung des Schiffes erfolgte am 27. Mai 2003.
Die Fähre wurde am 5. Juni 2003 in Dienst gestellt. Sie bedient die Strecke zwischen Leverburgh auf der Insel Lewis and Harris und der Insel Berneray.
Benannt ist das Schiff nach Loch Portain, einer Bucht im Nordosten der Insel North Uist.

## Technische Daten und Ausstattung
Das Schiff wird von vier Cummins-Dieselmotoren (Typ: KTA 38 M06) mit jeweils 559 kW Leistung angetrieben. Die Motoren treiben vier Schottel-Wasserstrahlantriebe an, von denen sich jeweils zwei an den beiden Enden der Fähre befinden. Der Antrieb mit Wasserstrahlantrieben statt der sonst bei den Doppelendfähren der Reederei üblichen Voith-Schneider-Propellern wurde gewählt, um den Tiefgang der über den teilweise flachen Sound of Harris verkehrenden Fähre zu minimieren.
Das Schiff verfügt über ein durchlaufendes Fahrzeugdeck mit vier Fahrspuren, das über herunterklappbare Rampen an beiden Enden der Fähre zugänglich ist. Die nutzbare Durchfahrtshöhe beträgt 5,1 m, die maximale Achslast auf dem Fahrzeugdeck beträgt 8 t. Das Fahrzeugdeck ist im mittleren Bereich der Fähre von den Decksaufbauten überbaut. Hier befinden sich Aufenthaltsräume für die Passagiere. An Bord stehen Automaten mit Snacks und Getränken zur Verfügung. Weiterhin sind offene Deckbereiche mit Sitzgelegenheiten vorhanden. Das Steuerhaus ist mittig auf die Decksaufbauten aufgesetzt.
Die Fähre ist für 195 Passagiere zugelassen. Auf dem Fahrzeugdeck können 31 Pkw befördert werden. Anfang 2016 wurde die Fähre mit einem Schiffsevakuierungssystem nachgerüstet.